# Z 17 Diether von Roeder
Z 17 Diether von Roeder war das erste von sechs Schiffen der Klasse „Zerstörer 1936“ der Kriegsmarine und Typschiff der Klasse. Das Boot war benannt nach Kapitänleutnant Diether von Roeder von Diersburg, der 1918 als Chef der 13. Torpedoboots-Halbflottille fiel.

## Geschichte

### Friedenseinsätze
Der Zerstörer wurde am 29. August 1938 in Bremen auf der Deschimag-Werft AG Weser als Führerboot für die neu aufgestellte 5. Zerstörerdivision in Dienst gestellt. Kommandant war während der gesamten Dienstzeit des Schiffes der Kapitänleutnant/Kkpt. Erich Holtorf.
Nach der üblichen Ausbildung in Friedenszeiten traf die Diether von Roeder im Januar 1939 bei der AG Weser zur Instandsetzung und zur Behebung letzter Mängel ein. Bis zum Februar lag das Schiff in der Werft. Im März wurde es im Schutz- und Kontrolldienst für deutsche Hochseefischer bei den Lofoten eingesetzt. Am 1. April stattete die Diether von Roeder in Wilhelmshaven einen Ehrenbesuch bei der Taufe des Schlachtschiffes Tirpitz ab und nahm an der anschließenden Flottenparade vor Helgoland teil.
Vom 18. April bis zum 16. Mai 1939 beteiligte sie sich an einer Auslandsreise deutscher Seestreitkräfte in spanische Gewässer. Anfang Juli unternahm sie Ausbildungsfahrten in der Ostsee und führte danach mit der erstmals vollständig versammelten, aus drei Schiffen bestehenden 5. Zerstörerdivision einen Besuch in Norwegen durch. Im August beteiligte sie sich an Flottentorpedoschießübungen in der Ostsee.

### Erste Kriegseinsätze
Bei Kriegsausbruch befand sich die Diether von Roeder mit der 5. Zerstörerdivision unter Fregattenkapitän Hans Hartmann einsatzbereit im Ostseebereich. Sie verlegte im Verband am 4. September nach Wilhelmshaven, um Minen zu übernehmen. Bombennahtreffer bei einem britischen Luftangriff bewirkten keine Beschädigungen. In der Nacht vom 5. zum 6. September beteiligte sie sich im Rahmen der Gruppe I am Auslegen der Westwall-Minensperre in der Deutschen Bucht.
Am 28. September abends lief die Diether von Roeder mit sechs anderen Zerstörern zum Handelskrieg in das Skagerrak aus. Dabei wurden insgesamt 58 ausländische Handelsschiffe angehalten und untersucht. Am 1. Oktober traf sie mit den drei anderen Schiffen der 1. Zerstörerdivision in Swinemünde ein. Am 6. Oktober kehrte der Verband durch den Kaiser-Wilhelm-Kanal nach Wilhelmshaven zurück. Am 8. Oktober sammelte sie mit vier weiteren Zerstörern in der Deutschen Bucht auf die Gneisenau. Sie gehörte nun zu einem von Flottenchef Vizeadmiral Wilhelm Marschall geführten Verband, der am 9. Oktober die südnorwegische Küste erreichte. Am 10. Oktober traf der Verband wieder in Kiel ein. Am 17. Oktober lief sie mit fünf anderen Zerstörern zur Durchführung einer offensiven Minenunternehmung am Humber aus. Am 18. Oktober dort eingetroffen, beteiligte sie sich an der Wurfaktion. Am Nachmittag traf sie in Wilhelmshaven ein, am nächsten Tag fuhr sie mit der 5. Zerstörerdivision nach Swinemünde. Sieben Handelsschiffe sanken später auf den geworfenen Minen. Am 1. Dezember 1939 ging aus der 5. Zerstörerdivision die 3. Zerstörerflottille mit fünf Zerstörern hervor. Ab Januar 1940 lag die Diether von Roeder, bedingt durch die Wetterlage, in der Germaniawerft in Kiel. Am 13. März trat sie nach Beendigung ihrer Werftliegezeit den Verlegungsmarsch nach Wilhelmshaven an.

### Unternehmen Weserübung
Am 4. April 1940 traf der Zerstörer in Wesermünde ein. Beim Unternehmen Weserübung gehörte er zur Kriegsschiffgruppe 1 unter Kommodore Friedrich Bonte. Am 6. April wurde er wie die neun anderen Zerstörer der Gruppe an der Columbuskaje mit Material und 200 Gebirgsjägern beladen. Um 23 Uhr legten die zehn Zerstörer ab und versammelten sich auf der Unterweser. Am 7. April gegen 3 Uhr trafen sie in der Deutschen Bucht mit den Schiffen der Kriegsschiffgruppe 2 zusammen. Beim Marsch nach Norwegen bildete die Diether von Roeder zusammen mit der Friedrich Eckoldt den Schluss des deutschen Geschwaders.
Am 8. April abends wurde die Kriegsschiffgruppe 1 zur Besetzung von Narvik in den Vestfjord entlassen. Am Morgen des 9. April fuhr sie in den Ofotfjord ein. Ein Kollektorschluss durch Seewassereinbruch verursachte auf der Diether von Roeder einen Ausfall des Turbogenerators. Das hatte einen Ruderversager zur Folge, und der Zerstörer drehte langsam nach Backbord auf Land zu. Durch das Kommando „3 x A.K. zurück“ konnte er kurz vor einer Untiefe zum Stoppen gebracht werden. Nach Beseitigung der Störung folgte er mit hoher Fahrt dem vorauslaufenden Verband.
Um 05:05 Uhr erreichte die Diether von Roeder mit einiger Verspätung die Enge Ramnes-Hamnes und bezog eine Vorpostenstellung bei Barö. Um 7:00 Uhr hielt sie hier ein norwegisches Vorpostenboot an und schickte es nach Narvik. Ein zweites Vorpostenboot konnte erst nach Abgabe eines Warnschusses angehalten werden. Um 10:35 Uhr wurde ein schwedischer Dampfer angehalten, untersucht und nach Narvik geschickt. Um 12:21 Uhr wurde der Zerstörer nach Elvegaard entlassen. Dort traf er um 13:40 Uhr ein und begann mit der Landung der mitgeführten Gebirgsjäger. Nach der Beendigung dieser Aktion lief die Diether von Roeder um 18:50 Uhr in Narvik ein.

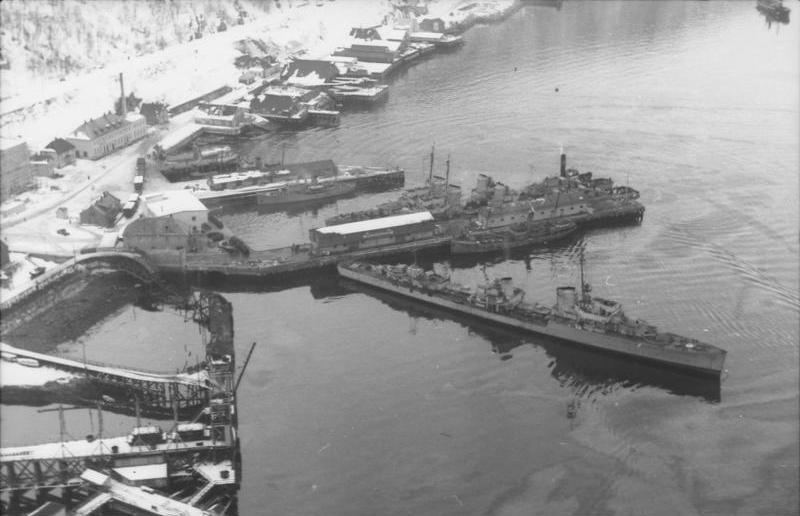
Die Diether von Roeder (vorn) im Hafen von Narvik, mit dem Heck an der Postpier, am 10. April 1940

Am 10. April um 4:00 Uhr übernahm sie als Ablösung der Anton Schmitt die Sicherung vor der Hafeneinfahrt. Um 5:20 Uhr lief sie mit Beginn der Helligkeit aufgrund eines falsch verstandenen Befehles lange vor der Ablösung durch die Hans Lüdemann wieder in Narvik ein. In der Zwischenzeit drang die britische II. Zerstörerflottille mit fünf Zerstörern unter Captain Bernard Warburton-Lee unbemerkt in den Ofotfjord ein. Es kam zum ersten Gefecht der Schlacht um Narvik. Anton Schmitt und Wilhelm Heidkamp erhielten schwere Treffer. Auf der Diether von Roeder glaubte man zunächst an einen Luftangriff und schoss mit den Fla-Waffen Störfeuer in die Luft, bis in Richtung Hafeneinfahrt Mündungsfeuer gesichtet wurde. Die Silhouette eines britischen Zerstörers wurde ausgemacht und mit Artillerie und acht Torpedos beschossen. Insgesamt fünf 12-cm-Artillerietreffer schlugen auf der Diether von Roeder ein. Zwei Granaten trafen in den Backbord-Ölbunker des Kesselraumes II, worauf ein Brand ausbrach. Ein anderer Treffer setzte das dritte Geschütz außer Gefecht. Als die Ruderanlage ausfiel, brachte der Kommandant, mit den Maschinen steuernd, gegen 6:20 Uhr das Heck an die Postpier. Dort wurde, während die britischen Zerstörer abzogen, mit dem Ausladen begonnen.
In den nächsten beiden Tagen wurde unter anderem die Funkstation ausgebaut und an Land gebracht. Trotz der entstandenen Schäden und der sicherheitshalber vorbereiteten Sprengung schien es möglich, den Zerstörer in einer Woche wieder voll fahr- und gefechtstüchtig zu machen.
Am Nachmittag des 13. April lief das britische Schlachtschiff Warspite mit neun Zerstörern unter dem Kommando des Vizeadmirals William Whitworth in den Ofotfjord ein. Als der britische Verband, nachdem er die verbliebenen deutschen Zerstörer niedergekämpft hatte, schließlich Narvik erreichte, war hier die nicht fahrbereite Diether von Roeder der einzige Gegner. Mit den beiden vorderen Geschützen nahm sie auf 80 hm den Zerstörer Cossack unter Feuer, der nach mehreren Treffern auf Grund gesetzt und später abgeschleppt wurde.
Die Briten erkannten das mit dem Heck festgemachte Boot zunächst nicht und glaubten an das Feuer von Küstenbatterien. Außer zwei Artillerietreffern in die Back erhielt die Diether von Roeder keine Treffer. Nach dem Verschießen der restlichen Munition ging die Besatzung von Bord. Mit den zwei für die Sprengung vorbereiteten Wasserbomben hoffte man, zusätzlich den britischen Zerstörer Foxhound zu beschädigen, der gerade zur Untersuchung längsseits gehen wollte. Da beschoss ein deutsches MG aus einer Bergstellung heraus den britischen Zerstörer, der daraufhin sein Anlegemanöver abbrach und mit den Maschinen rückwärts ging. Wenige Sekunden danach detonierten die Wasserbomben und die Diether von Roeder sank innerhalb von zwei Minuten.
Bei den Gefechten am 10. und 13. April 1940 starben an Bord des Zerstörers insgesamt 16 Mann. Der Rest der Besatzung wurde in den folgenden Kämpfen an Land zur Verteidigung des Hafens von Narvik und der Erzbahn von Schweden nach Narvik im Marineregiment Berger eingesetzt.